# برنهارد فون لانغينبك
برنهارد فون لانغينبك (بالألمانية: Bernhard von Langenbeck)‏‏ (9 نوفمبر 1810 - 29 سبتمبر 1887 في فيسبادن) طبيب عسكري، وأستاذ جامعي، وجراح من ألمانيا.